# Acmopolynema hazomanitrae
Acmopolynema hazomanitrae is een vliesvleugelig insect uit de familie Mymaridae. De wetenschappelijke naam is voor het eerst geldig gepubliceerd in 1952 door Risbec.